# Sobarocephala latifrons
Sobarocephala latifrons is een vliegensoort uit de familie van de Clusiidae. De wetenschappelijke naam van de soort is voor het eerst geldig gepubliceerd in 1860 door Loew.